# Grevillea jephcottii
Grevillea jephcottii  es una especie de arbusto  del gran género  Grevillea perteneciente a la familia  Proteaceae. Es originaria del nordeste de Victoria, en Australia. 

## Descripción
Tiene un hábito erecto, con un crecimiento de entre 1 y 3 metros de altura.  Las flores, que aparecen a mediados de primavera, tienen periantos de color verdosos crema que se convierten en negro con la edad.

## Distribución
Se produce en las laderas del suroeste y la cumbre de Pine Mountain a altitudes que oscilan entre 550 y 650 metros. La especie está clasificada como "rara en Victoria" en el Departamento de Sostenibilidad y Medio Ambiente de la Lista de referencia de las plantas raras o amenazadas en Victoria.

## Taxonomía
Grevillea jephcottii fue descrita por James Hamlyn Willis y publicado en Muelleria 1: 117. 1967.
Etimología
Grevillea, el nombre del género fue nombrado en honor de Charles Francis Greville, cofundador de la Royal Horticultural Society.
jephcottii es un epíteto específico en honor de la familia  Jephcott de Ournie, que fueron los primeros en recoger muestras de la zona. Sydney Wheeler Jephcott descubrió la planta en la edad de 14 años en 1878.
En Flora of Australia (1999), la especie es posicionada dentro del género Grevillea según el siguiente árbol jerárquico:
Grevillea (género)
Floribunda Grupo
Rosmarinifolia Subgrupo
Grevillea iaspicula
Grevillea jephcottii
Grevillea lanigera
Grevillea baueri
Grevillea rosmarinifolia
Grevillea divaricata